# Évènement de Dansgaard-Oeschger

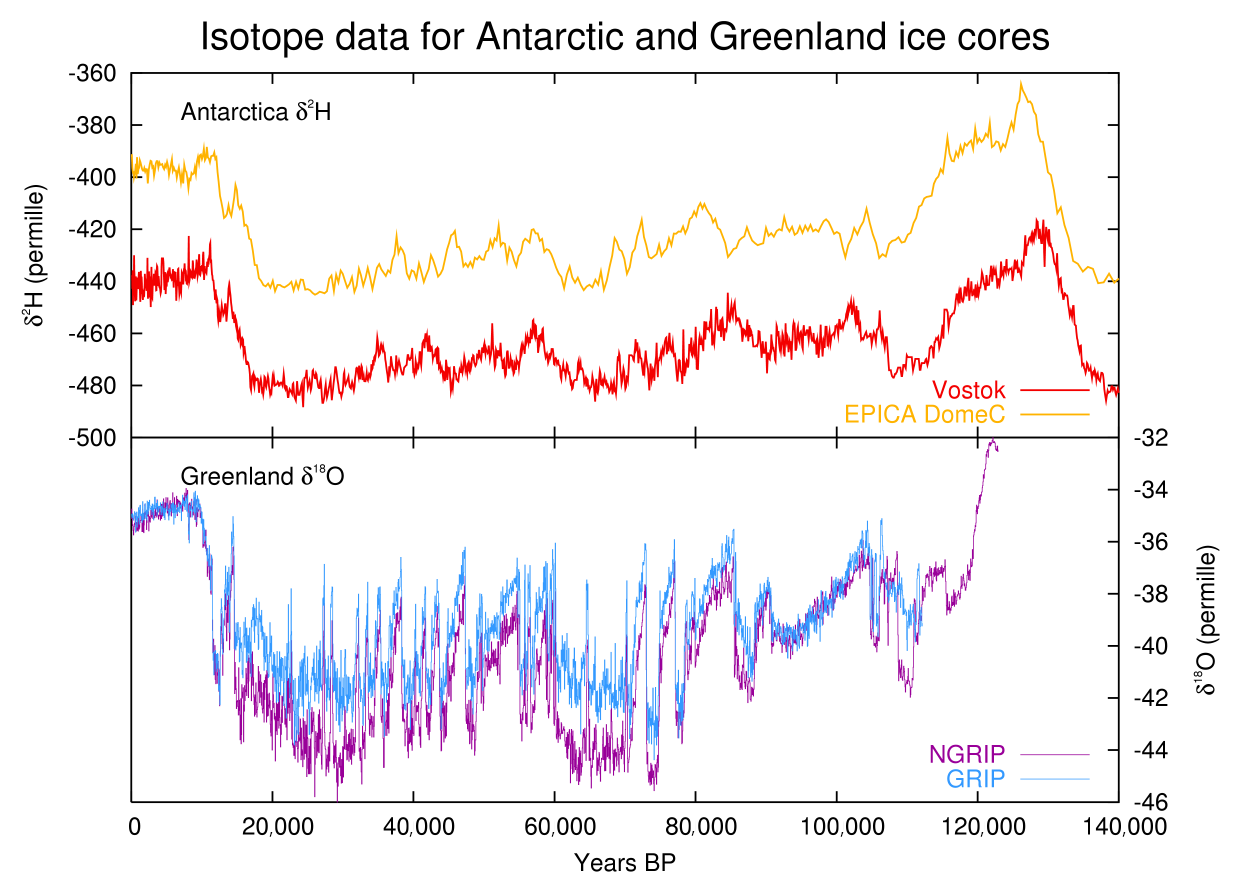
Températures reconstituées dans quatre carottes glaciaires couvrant les 140000 dernières années, indiquant l'ampleur des évènements de Dansgaard-Oeschger dans l'hémisphère Nord.

Un évènement de Dansgaard-Oeschger, parfois abrégé en évènement D–O, est une fluctuation rapide du climat durant le Pléistocène (−2,58 Ma à −11 700 ans), avec une hausse rapide des températures suivie d'une baisse graduelle. Vingt-cinq se seraient produites durant la dernière période glaciaire. Certains scientifiques ont attribué à ces évènements une périodicité de 1 470 ans, mais ce point est resté controversé. L'équivalent pour l'Holocène (−11 700 ans) serait les évènements de Bond. Plusieurs mécanismes ont été avancés pour tenter d'expliquer ces épisodes climatiques, mais sans susciter de consensus jusqu'à présent. Ce phénomène est nommé d'après ses découvreurs, dans les années 1970, Willi Dansgaard et Hans Oeschger.

## Traces matérielles

### Historique
Les « signaux » associés aux évènements de Dansgaard-Oeschger sont, rétrospectivement, visibles dans la carotte d'origine du Greenland Ice Sheet Project (GISP), tout comme dans celles du Camp Century. Mais, à l'époque où ces carottes furent prélevées, l'intérêt et la signification de ces signaux furent minimisés. Willi Dansgaard et Hans Oeschger, en 1985, notent leur existence dans la carotte GRIP en tant que « violentes oscillations » du δ18O. Ils notèrent aussi leur apparente corrélation avec les évènements consignés dans la carotte prélevée au Camp Century, 1 400 km plus loin, ce qui semblait montrer une anomalie climatique à grande échelle : s'il n'y avait eu qu'une seule carotte présentant ces signaux, ils auraient pu être dus à des fluctuations locales. Dansgaard et ses collègues spéculèrent quant au fait que cela aurait pu être dû à un mode quasi-stationnaire du système atmosphère-océan.

### Mesures
Les traces laissées par les évènements de Dansgaard-Oeschger se trouvent dans les carottes glaciaires extraites au Groenland, lesquelles remontent jusqu'à la fin du dernier interglaciaire, l'Éémien, il y a environ 128 000 à 120 000 ans avant le présent. Si cette relation vaut également pour les périodes glaciaires précédentes, les données antarctiques devraient montrer des évènements D-O pour ces périodes, à défaut de données issues du Groenland. Le travail de Stephen Barker et de ses collègues a montré que les données de l'Antarctique permettent de remonter jusqu'à près d'un million d'années.
Les traces dans les carottes antarctiques suggèrent que les évènements D-O sont liés au maximum isotopique d'Antarctique par le mécanisme de couplage climatique des deux hémisphères (effet de « bascule climatique bipolaire »),.

## Effets

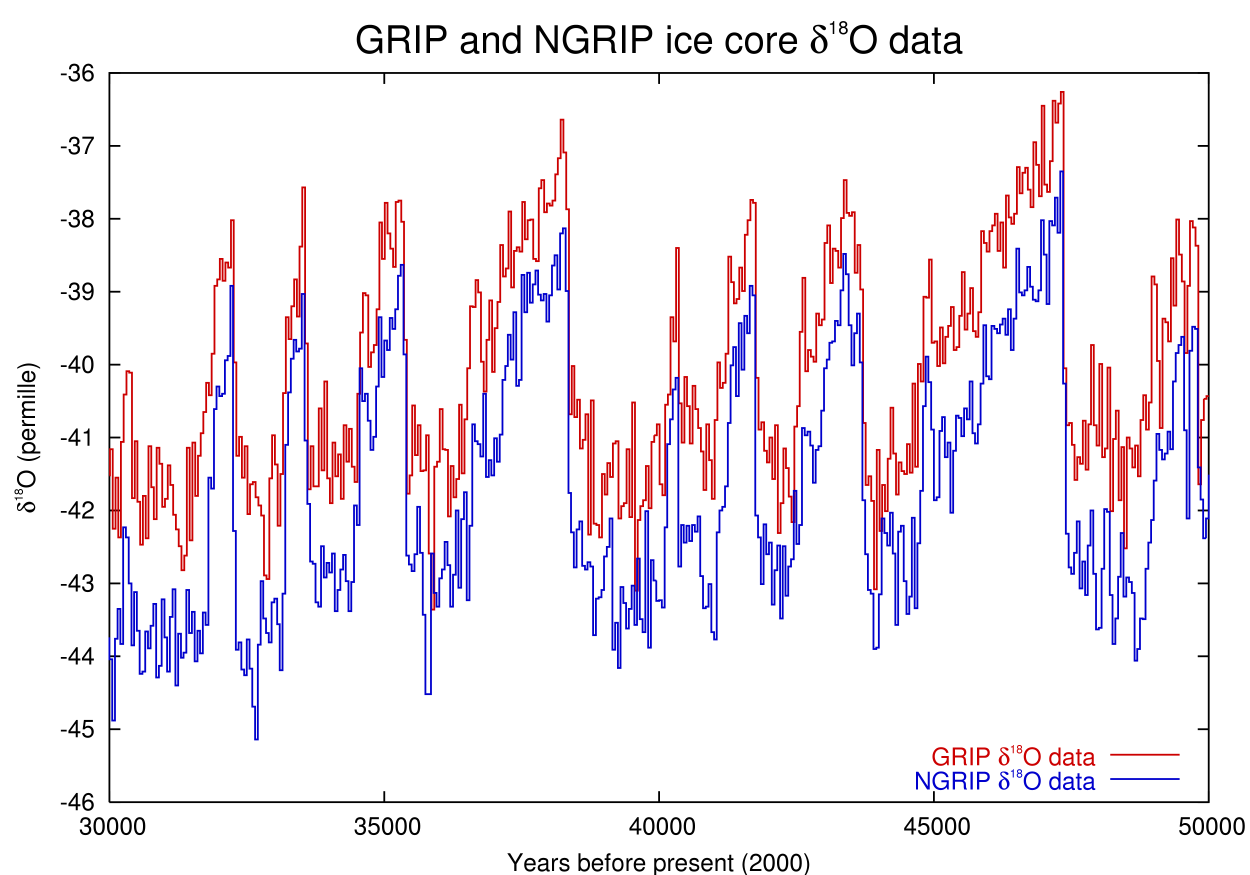
Un zoom entre 50 et 30 ka AP, montrant la corrélation de deux forages (carottes GRIP et NGRIP). Données concernant le δO.

Dans l'hémisphère nord, les évènements D-O prennent la forme d'un réchauffement rapide, l'ordre de grandeur typique étant quelques dizaines d'années, suivi d'un refroidissement graduel. Ainsi, il y a 11 700 ans, la température moyenne des glaces du Groenland a grimpé d'environ 8 °C en 40 ans, en trois étapes de cinq ans. D'autres auteurs donnent une élévation de température de 5 °C en 30 à 40 ans.
Le déroulement d'un évènement D-O consiste en une rapide élévation de température, suivie d'une période de refroidissement s'étendant sur plusieurs centaines d'années. Cette période froide voit une extension du front polaire, et la descente vers le sud de l'Atlantique nord de la glace flottante.
Les évènements de Heinrich ne se produisent qu'à l'occasion des vagues de froid qui précèdent immédiatement les réchauffements de Dansgaard-Oeschger, ce qui conduit certains à suggérer que les cycles D-O peuvent causer ces évènements ou, du moins, contraindre leur période d'apparition.

## Causes
Le processus qui expliquerait l'apparition et l'amplitude de ces évènements (tels qu'ils sont consignés dans les carottes glaciaires) n'est pas élucidé. Le schéma dans l'hémisphère sud est différent, avec un réchauffement lent et de plus petites amplitudes thermiques. Cependant, les carottes glaciaires de Vostok ont été prélevées avant celles du Groenland et l'existence des évènements de Dansgaard-Oeschger n'était pas connue à ce moment, car ils ont été mis en évidence grâce aux forages GRIP/GISP2. Il y a eu un réexamen des glaces de Vostok pour vérifier si ces évènements étaient passés inaperçus[réf. nécessaire].
Les évènements D-O reflètent peut-être les changements dans la circulation océanique de l'Atlantique nord, possiblement déclenchés par l'afflux d'eau douce.
Ils peuvent être causés par l'amplification du forçage radiatif solaire ou par une cause interne au système terrestre, telle une « purge » cyclique de la glace qui, accumulée en masse, peut devenir instable, comme cela est envisagé pour les évènements de Heinrich, ou alors une oscillation du régime des courants marins profonds.
Plus récemment, ils ont été attribués aux changements de la taille des calottes glaciaires et au taux de dioxyde de carbone atmosphérique. La première cause détermine la puissance de la circulation dans l'océan Atlantique par l'altération des vents d'ouest de l'hémisphère nord, le flux du Gulf Stream et le système de glace de mer. Le CO2 atmosphérique, quant à lui, module le transfert d'eau atmosphérique au travers des bassins de l'Amérique centrale, ce qui modifie l'afflux d'eau douce dans l'Atlantique nord et, par conséquent, ses courants. Cela suggère en outre l'existence d'une fenêtre de bistabilité, associant volume de glace et taux de dioxyde de carbone, expliquant la survenue des évènements D-O lors des conditions glaciaires intermédiaires du Pléistocène supérieur.

## Périodicité
Les évènements de Dansgaard–Oeschger pourraient suivre une périodicité. Une analyse spectroscopique des isotopes dans la carotte GISP2 montra un pic du δ18O tous les 1 500 ans. Schulz (2002) postula une période régulière de 1 470 ans, appuyé par Rahmstorf (2003). Si l'on examine seulement les 50 000 ans les plus récents de la carotte GISP2, les variations de date sont de ± 12 % (± 5 % pour les cinq évènements les plus récents, pour lesquels les dates sont plus précises). Néanmoins, les plus anciennes parties de GISP2 ne montrent pas une telle périodicité, non plus que les évènements consignés dans la carotte GRIP. C'est peut-être dû au fait que les derniers 50 ka de GISP2 sont datés plus précisément. La réponse climatique varie de 8 % à l’intérieur de la période. Les oscillations du système terrestre sont supposées être plus irrégulières durant ce temps. Stefan Rahmstorf suggéra que le schéma régulier pourrait être en lien avec un cycle orbital, mais aucun cycle de cette nature n'a été déterminé. Le cycle orbital le plus proche en durée, le cycle lunaire de 1 800 ans, ne correspond pas. La datation de la carotte européenne GRIP et celle la carotte américaine GISP2 diffèrent de 5 000 ans à la date de 50 000 ans AP. Ditlevsen et al. (2005) notent que le pic spectroscopique de GISP2 n'est pas présent dans les carottes GRIP, et que cela dépend fortement de la précision de la datation. La problématique de la précision des dates a été résolue par la datation précise du NGRIP. En utilisant la datation NGRIP, l'apparition des évènements de Dansgaard–Oeschger est compatible avec un processus de Poisson.
Les cycles des évènements D-O définissent peut-être leur propre échelle de temps. Maslin et al. (2001) suggèrent que chaque feuillet glaciaire présente des conditions spécifiques de stabilité, mais que, à chaque fonte, l'afflux d'eau douce est suffisant pour reconfiguer les courants océaniques, causant la fonte des glaces ailleurs. Plus précisément, les évènements D-O et l'afflux associé d'eau de fonte réduisent la force du courant d'eau profonde nord-atlantique (CEPNA), affaiblissant la circulation dans l'hémisphère nord et augmentant ainsi le transfert de chaleur vers le pôle dans l'hémisphère sud. Cette eau chaude fait fondre la glace de l'Antarctique, réduisant la stratification des couches et la force du courant de fond antarctique. Cela permet au CEPNA de reprendre sa force initiale, conduisant à une fonte des glaces dans l'hémisphère nord, et à un nouvel évènement D-O froid. Cette théorie explique également la liaison apparente avec les évènements de Heinrich. Lorsque l'accumulation d'eau de fonte atteint un certain seuil, il est possible que le niveau de la mer soit suffisamment élevé pour que l'inlandsis laurentidien soit fracturé, causant ainsi un évènement de Heinrich et réinitialisant le cycle.

## Holocène
Ces cycles existeraient aussi durant l'Holocène, sous le nom d'évènements de Bond,. Le Petit âge glaciaire, entre environ 1500 et 1850, a été interprété comme un tel évènement.